# ロビナ・ナッバンジャ
ロビナ・ナッバンジャ（英: Robinah Nabbanja, 1969年12月17日 - ）は、ウガンダの政治家、教育者。2021年6月21日に議会によって、同国首相に選出された。同国初の女性首相である。2019年12月14日まで保健副大臣を務めた。

## 来歴
カクミロ県出身。1990年から2000年まではウガンダ・イスラム大学やウガンダ殉教大学で民主主義に関する開発の学士、修士を取得。ンクンバ大学でモニタリングに関する学位を取得。1993年から1996年まで中学校教師として教鞭を取り、1998年からはキバレ県選挙区の国会議員となる。ブダカ県、ブシア県で生活相談員として勤務していた。
2016年に地元のカクミロ選挙区が創設されると、選挙区初代の国会議員として当選。2019年12月14日の内閣再編で、ナッバンジャはエネルギー・鉱物開発担当国務大臣に任命されたサラ・オペンディ・アチエンの後任として、保健副大臣となる。
2021年6月21日、議会での首相就任と同時にナッバンジャ内閣が発足した。同年12月、補欠選挙期間中にナッバンジャが候補者であったアンドリュー・ムウォンゲに賄賂を送った疑惑が取り沙汰された。

## 脚註
1. ↑  Monitor Reporter (2019年12月14日). “Museveni Shuffles Cabinet, Drops Muloni, Appoints Magyezi”. 2024年10月10日閲覧。
2. ↑  Parliament of Uganda (2016年). “Parliament of Uganda Members of the 10th Parliament: Nabbanja Robinah”.   Parliament of Uganda. 2024年10月10日閲覧。
3. ↑  Simon Peter Tumwine (2023年10月26日). “PM Nabbanja Graduates From Nkumba University”. New Vision. 2023年10月28日閲覧。
4. ↑   The Edge (2019年12月15日). “Kafuuzi, Nabbanja, Adoa Made Ministers Too”.   The Edge Uganda. 2024年10月11日閲覧。
5. ↑  Daily Monitor (2021年6月8日). “Full cabinet list: Jessica Alupo New Vice President”. 2024年10月11日閲覧。
6. ↑  Uganda Radio Network (2021年12月27日). “NRM's Muwonge declared winner of Kayunga by-election”. The Observer. 2024年10月11日閲覧。

| 公職                    | 公職                              | 公職          |
| ----------------------- | --------------------------------- | ------------- |
| 先代 ルハカナ・ルグンダ | ウガンダ共和国首相 第11代：2021 - | 次代 （現職） |